# Liste der Mitglieder des liechtensteinischen Landtags (1932)
Diese Liste führt die Mitglieder des Landtags des Fürstentums Liechtenstein auf, der aus den Gemeindewahlen vom 6. März 1932 und den landesweiten Wahlen vom 13. März 1936 hervorging. Die Reform des Wahlrechts vom 21. Februar 1932 hatte zwei Wahlgänge eingeführt. Bei dem ersten Wahlgang wurde aus jeder Gemeinde mit mehr als 300 Einwohnern jeweils ein Kandidat gewählt, die restlichen fünf wurden in landesweit stattfindenden Wahlen ermittelt. Die Wahl oblag der Anforderung, dass das Verhältnis der Kandidaten aus dem Ober- und dem Unterland 60 zu 40 betragen müsse.
Bei dieser Wahl traten die Christlich-soziale Volkspartei (VP) und die Fortschrittliche Bürgerpartei in Liechtenstein (FBP) an.

## Liste der Mitglieder

### Gemeindevertreter
Von den elf Liechtensteiner Gemeinden hatten zehn mehr als 300 Einwohner, weswegen diese jeweils einen Abgeordneten in den Landtag entsendeten.
| Name               | Fraktion | Gemeinde     | Bemerkung |
| ------------------ | -------- | ------------ | --------- |
| Basil Vogt         | VP       | Balzers      |           |
| Adolf Frommelt     | FBP      | Triesen      |           |
| Wilhelm Beck       | VP       | Triesenberg  |           |
| Ludwig Ospelt      | FBP      | Vaduz        |           |
| Ferdinand Risch    | FBP      | Schaan       |           |
| kein Abgeordneter  | -        | Planken      | -         |
| Franz Josef Marxer | FBP      | Eschen       |           |
| Emil Batliner      | FBP      | Mauren       |           |
| Wilhelm Näscher    | FBP      | Gamprin      |           |
| Philipp Elkuch     | FBP      | Schellenberg |           |
| Franz Xaver Hoop   | FBP      | Ruggell      |           |

### Landesvertreter
| Name             | Fraktion | Bemerkung |
| ---------------- | -------- | --------- |
| Gebhard Brunhart | FBP      |           |
| Peter Büchel     | FBP      |           |
| Georg Frick      | FBP      |           |
| Anton Frommelt   | FBP      |           |
| Bernhard Risch   | FBP      |           |